# Sauroglossum sellilabre
Sauroglossum sellilabre är en orkidéart som först beskrevs av August Heinrich Rudolf Grisebach, och fick sitt nu gällande namn av Rudolf Schlechter. Sauroglossum sellilabre ingår i släktet Sauroglossum och familjen orkidéer. Inga underarter finns listade i Catalogue of Life.